# كهف راسل التذكاري الوطني
كهف راسل التذكاري الوطني (بالإنجليزية: Russell Cave National Monument)‏؛ هو كهف يقع في مقاطعة جاكسون في الولايات المتحدة. مصنف بوصفه حديقة وطنية.

## السياحة
يعد «كهف راسل التذكاري الوطني» أحد مواقع الجذب السياحي في مقاطعة جاكسون في ولاية ألاباما الأمريكية.